# The Trump Organization

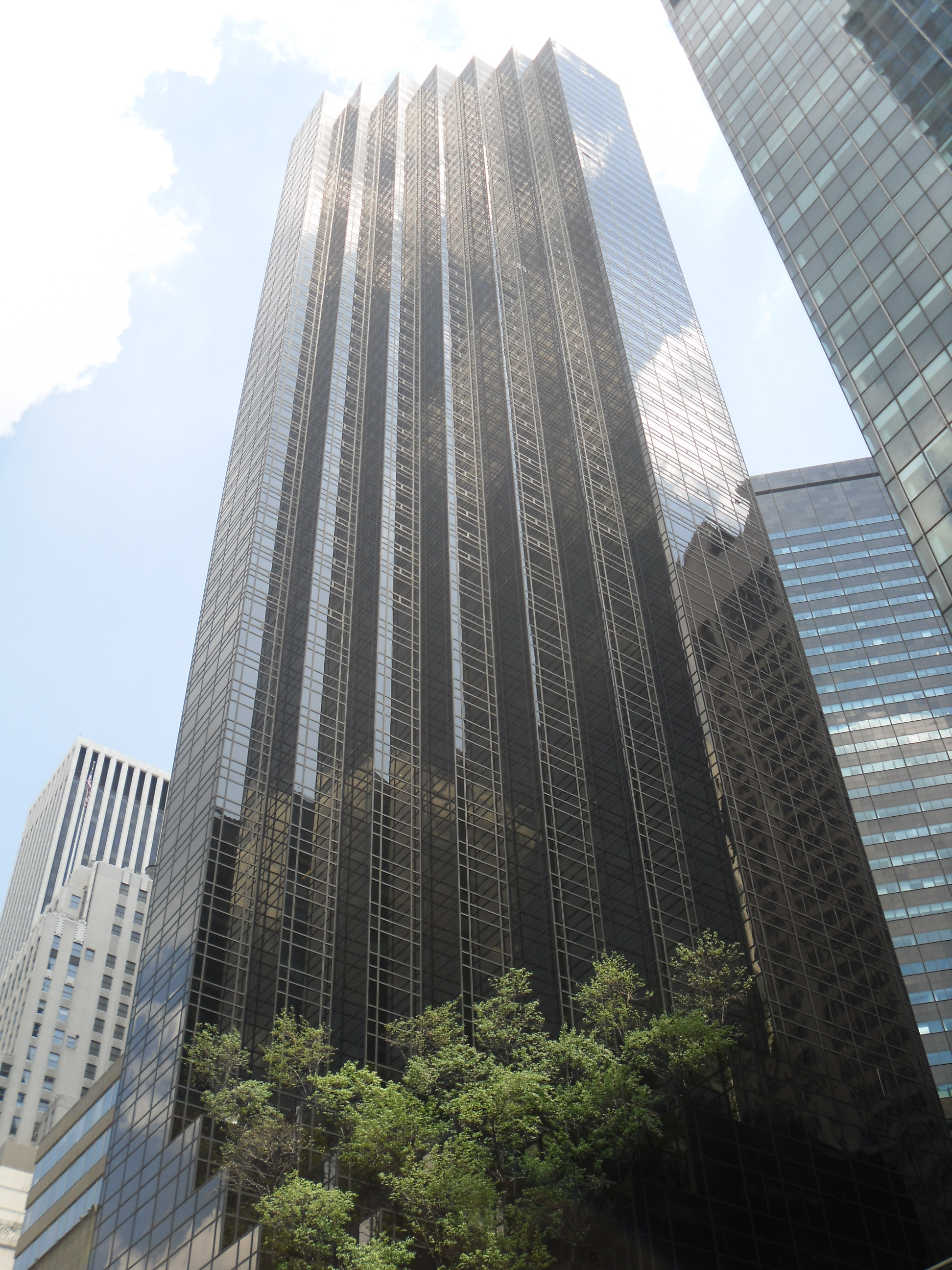
Trump Tower w Nowym Jorku, siedziba Trump Organization

The Trump Organization (wcześniej: Elizabeth Trump & Son) – amerykański prywatny konglomerat międzynarodowy, z siedzibą w Trump Tower na Manhattanie w Nowym Jorku. Obejmuje przedsięwzięcia gospodarcze i inwestycje Donalda Trumpa, który w przedsiębiorstwie pełni funkcję przewodniczącego i prezesa zarządu. Trump zapowiedział rezygnację ze swoich stanowisk w przedsiębiorstwie z chwilą objęcia urzędu prezydenta, przekazując zarządzanie przedsiębiorstwem swoim trojgu starszym dzieciom: Donaldowi Jr., Ivance i Ericowi. Synowie kierują firmą; córka została doradcą Donalda Trumpa, jako prezydenta USA.
Trump Organization działa w branży deweloperskiej, zajmuje się inwestycjami, pośrednictwem, sprzedażą i marketingiem oraz zarządzaniem nieruchomościami. Spółka ma, rozwija i inwestuje w nieruchomości mieszkaniowe, hotele (sieć Trump International Hotel and Tower), rezydencje i pola golfowe w różnych państwach. Jest także właścicielem kilku hektarów spośród najważniejszych nieruchomości na Manhattanie. Przedsiębiorstwo ma udziały w 515 podmiotach i spółkach zależnych, z czego 264 z nich zawierają w swojej nazwie nazwisko Trumpa, a inne 54 jego inicjały. Działając w Stanach Zjednoczonych i na całym świecie, Trump Organization obejmuje szeroki zakres branż, w tym nieruchomości, budownictwo, hotelarstwo, rozrywka, książki i czasopisma, media, usługi finansowe, żywność i napoje, edukację biznesową, turystykę, linie lotnicze, usługi lotnicze helikopterami oraz konkursy piękności. Jest także właścicielem nowojorskiego przedsiębiorstwa produkującego programy telewizyjne, m.in. The Apprentice. Przedsiębiorstwo angażuje się również w handel detaliczny, mając w różnych okresach w swoim asortymencie ubrania, biżuterię i akcesoria, książki, meble, produkty oświetleniowe, tkaniny i akcesoria do kąpieli, pościel, produkty zapachowe, drobne wyroby skórzane, steki, batony, jak również butelkowaną wodę źródlaną.
Trump Organization wyzbyła się szeregu aktywów, które wciąż noszą imię Trumpa, choć Trump nie jest już ich właścicielem. Dla przykładu, w lutym 2016, przedsiębiorstwo sprzedało swoje udziały w Trump Entertainment Resorts, które jest właścicielem Trump Taj Mahal, Trump Plaza oraz kasyn Trump Marina w Atlantic City w stanie New Jersey.

## Organizacja
Trump Organization to zbiorowa nazwa około 500 podmiotów gospodarczych, których głównym właścicielem jest Donald Trump. Pełni on funkcję przewodniczącego i prezesa. Główne kierownictwo przedsiębiorstwa stanowi troje jego dorosłych dzieci oraz troje innych kierowników.

## Historia

### Założenie i wczesna historia
W 1906 roku Elizabeth Christ Trump, babka Donalda Trumpa, wraz z mężem, Frederickiem Trumpem, przeniosła się do nowojorskiej dzielnicy Queens, gdzie jej mąż rozpoczął inwestowanie w nieruchomości. W 1918 roku Frederick zmarł na grypę hiszpankę, pozostawiając majątek o łącznej wartości 31 359 dolarów (ekwiwalent 492 016 dolarów w 2016 roku).
O Elizabeth mówiono, że miała „niezwykły talent” do utrzymywania biznesu nieruchomości po śmierci męża. Nakłoniła lokalnego przedsiębiorcę do budowy domów na pustym kawałku własności, który posiadali, sprzedawała wybudowane budynki i utrzymywała się z hipotek i czynszu płaconego przez nowych właścicieli. Jej zamiarem było kontynuowanie rodzinnego biznesu przez jej troje dzieci, po ukończeniu przez nich szkół, ale jej drugi, osiemnastoletni wówczas syn Fred, chciał rozpocząć wcześniej. W 1923 roku Elizabeth założyła więc własne przedsiębiorstwo, Elizabeth Trump & Son, aby dać początek biznesowej karierze syna Freda.
Jako że syn Fred był jeszcze niepełnoletni, dokumentację prawną podpisywała jego matka. Fred ostatecznie stał się deweloperem nieruchomości cieszącym się powodzeniem, ale przez cały okres swojego życia, Elizabeth pozostawała zaangażowana w działalność przedsiębiorstwa.

1 lipca 2021 The Trump Organization została oskarżona o oszustwa i unikanie podatków w wyniku śledztwa prowadzonego przez biuro prokuratora stanowego stanu Nowy Jork.

### Pod kierownictwem Donalda Trumpa
Donald Trump pracował dla Elizabeth Trump & Son, kiedy studiował na University of Pennsylvania. W 1968 roku oficjalnie dołączył do firmy. Kontrolę nad przedsiębiorstwem przejął w 1971 roku, a jedną z jego pierwszych decyzji byłą zmiana nazwy firmy na The Trump Organization.

## Udziały w nieruchomościach

Kraje z nieruchomościami stanowiącymi własność lub będącymi na licencji The Trump Organization (grudzień 2016)

Według szacunków dotyczących 2015 roku posiadane przez Trumpa nieruchomości warte były około 3,5 miliarda dolarów, w tym wartość nieruchomości komercyjnych – 1,3 mld dolarów, nieruchomości mieszkaniowych – 410 mln dolarów, wyposażenie klubów – 866 mln dolarów, oraz obiekty, w których Trump ma mniej niż 100% udziałów – 940 milionów dolarów. Udziały Trumpa w nieruchomościach stanowią podstawę jego aktywów i zapewniają znaczącą część jego dochodów. W 2015 roku Trump zarobił 71 milionów dolarów ze sprzedaży mieszkań oraz 41,9 miliona dolarów z tytułu wynajmu swoich budynków.